# Bể dầu khí Tây Siberia

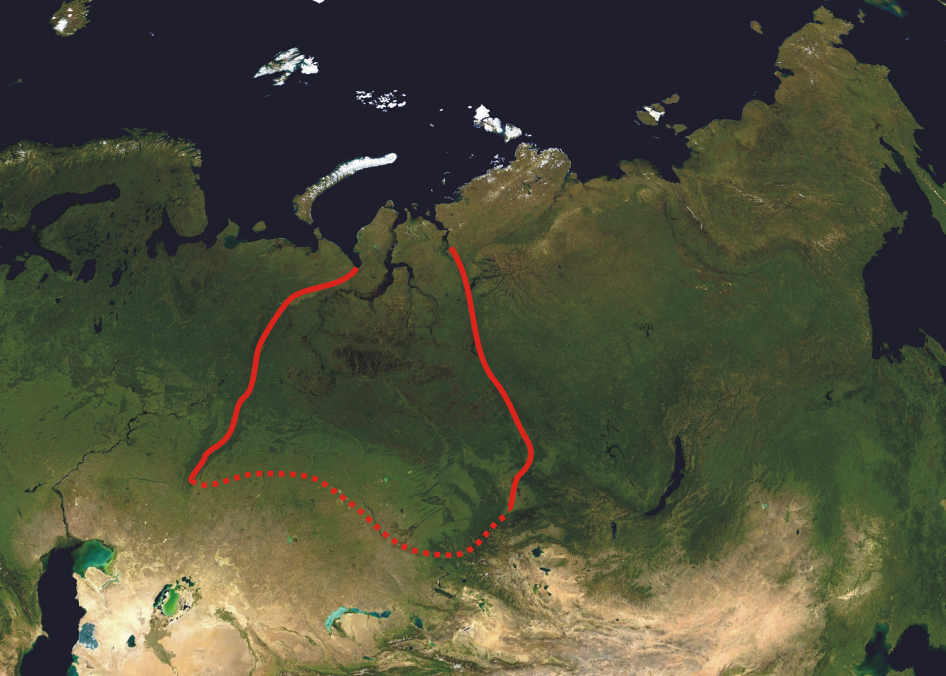
Đồng bằng tây Siberian trên ảnh vệ tinh vùng Bắc Á.

Bể dầu khí Tây Siberia là bể dầu khí có diện tích lớn nhất trên thế giới, trải rộng trên diện tích 2,2 triệu km2 (trong toàn bộ Đồng bằng Tây Sibir là 3,5 triệu km2, trong đó 350.000km2 thuộc biển). Bể Tây Siberia là khu vực giàu tiềm năng dầu khí nhất Liên bang Nga và Liên Bang Xô Viết cũ.
Bể nằm ở khu vực đầm lầy giữa Đai uốn nếp Ural ở phía Tây và Sông Yenisey ở phía Đông. Ở phía Bắc, bể trầm tích mở rộng ra khu vực phía Nam của biển Kara. Ở phía Nam là vùng núi Kazak. Vị trí (4) và ranh giới của bể như trong hình sau.

## Lịch sử thăm dò - khai thác
Nga có tiềm năng khí lớn nhất thế giới, và có trữ lượng dầu đứng thứ 8 trên thế giới. Sản lượng khai thác của Nga, vượt A Rập, trở thành quốc gia khai thác dầu khí lớn nhất vào tháng 9, năm 2009 (lần đầu tiên sau khi Liên bang Xô Viết sụp đổ). Dầu khí chiếm 65% Kim ngạch xuất khẩu của Nga. Và hơn 70% sản lượng khai thác được dành cho xuất khẩu. Công nghiệp dầu khí đóng góp khoảng 30% cho GDP quốc gia.
Công tác tìm kiếm thăm dò dầu khí trong bể bắt đầu từ năm 1930. Phát hiện dầu khí đầu tiên ở trong bể là vào năm 1953, khi một giếng thăm dò thử vỉa khí tại mỏ Berezov ở phía rìa Tây của bể. Hầu hết các mỏ dầu khí lớn được phát hiện vào những thập niên 1960 và 1970. Trong các năm tiếp theo, các mỏ dầu khí được phát hiện có diện tích ngày càng nhỏ. Hoạt động tìm kiếm thăm dò các bẫy địa tầng diễn ra khá muộn so với các hoạt động thăm dò bẫy cấu tạo, diễn ra từ khi mà tất các các bẫy cấu tạo lớn đã được khoan thăm dò. Mỏ Priob là có trữ lượng lớn nhất trong số các mỏ thuộc bẫy địa tầng. Mỏ này được phát hiện vào năm 1982.
Tổng cộng hơn 780 mỏ dầu và khí đã được phát hiện, trong đó hơn 270 mỏ khai thác công nghiệp. Bể bao gồm hàng chục mỏ dầu khí siêu lớn và lớn, trong đó mỏ dầu Samotlor có trữ lượng ban đầu hơn 27 tỷ thùng, và mỏ khí Urengoy có trữ lượng ban đầu hơn 350 Tcf. Trữ lượng dầu khí tại chỗ (HIIP) đã phát hiện trong bể Tây Siberia là: 144 Tỷ thùng dầu và hơn 1300 Tcf khí (Trữ lượng dầu khí tại chỗ quy đổi xấp xỉ 360 tỷ thùng, theo Ulmishek, 2003; USGS, 2010.).
Hoạt động khai thác bắt đầu từ năm 1964, hoạt động khai thác dầu khí ở quy mô lớn bắt đầu vào đầu thập niên 1970. Vào những năm 2003, sản lượng dầu khí khai thác trong bể chiếm hơn 3/4 sản lượng khai thác của tất cả các bể trên lãnh thổ LB Nga. Vào năm 2012, sản lượng khai thác dầu trong bể Tây Siberia đạt 6,4 triệu thùng/ ngày, chiếm hơn 60% sản lượng dầu khai thác của cả LB Nga; sản lượng khai thác khí đạt trên 56 Bcf/ngày, chiếm hơn 80% sản lượng khí khai thác của cả LB Nga (Bảng 2).
Sản lượng năm 2013: 6,2 Triệu thùng dầu/ngày (chiếm 62% sản lượng LB Nga); 21,1 Tcf khí/ Năm (chiếm 89% sản lượng LB Nga).

## Bối cảnh kiến tạo
Bể trầm tích là bể tách giãn (Rift) vào thời kỳ Trias sớm trên nền lục địa cổ Kazakhstan và Siberia. Bể chưa bị phá hủy bởi các hoạt động kiến tạo. Móng là các đai uốn nếp bị biến dạng trong thời kỳ Cacbon Muộn - Pecmi khi xảy ra sự va chạm của hai lục địa Siberia và Kazakhstan với rìa phía Đông của lục địa Baltica. Móng còn bao gồm các khối vi lục địa với các trầm tích Paleozoi hầu như chưa bị phá hủy.
Các hệ thống tách giãn thời kỳ Trias chủ yếu kéo dài theo phương Bắc - Nam, Tây bắc - Đông nam, và Đông bắc - Tây nam; biên độ tách giãn mở rộng hơn ở khu vực phía Bắc.
Giới hạn của bể về phía Tây, Tây bắc là đai tạo núi Paleozoi muộn - dãy Ural; về phía Nam là đai tạo núi Paleozoi sớm - đai tạo núi Trung Á; về phía Đông, Đông bắc là vùng nền Siberia.
Hoạt động kiến tạo chính ở khu vực bể Tây Siberia là: 1) vào Paleozoic sớm, rìa Tây của lục địa Kazakhstan hút chìm dưới lục địa Siberia và Baltica, rìa Đông lục địa Kazakhstan xảy ra hoạt động tạo núi khi mảng lục địa Tarim gắn kết vào lục địa Kazakhstan. 2) vào Paleozoic muộn, sự gắn kết giữa các lục địa Kazakhstan, Siberia và Baltica xảy ra mạnh mẽ hơn, hình thanh đại tạo núi Ural. 3) vào Mezozoi sớm, hoạt động tách giãn (rifting) xảy ra ở khu vực phía Bắc của mảng Kazakhstan và ở khu vực phía Tây của mảng Siberia dẫn đến hình thành bể Tây Siberia lắng đọng các thành tạo Mezozoi và Kainozoi. 

## Địa tầng
Địa tầng của bể bao gồm các thành tạo tuổi Trias Giữa đến các thành tạo Clastics Đệ Tam (Hình...). Phần dưới của địa tầng này chỉ xuất hiện ở khu vực phía Bắc của bể; về phía Nam, các thành tạo trẻ hơn phủ kề áp (onlap) lên đá móng vì thế khu vực phía Nam của bể phủ bởi các các thành tạo tuổi Toarcian và trẻ hơn. Gian đoạn phát triển kiến tạo - địa tầng quan trọng của bể là thời kỳ hình thành biển nước sâu vào Volgian - Beriansian Sớm. Biển này bao phủ trên một diện tích hơn 1 Triệu Km2 ở khu vực trung tâm của bể. Các trầm tích sét giàu vật chất hữu cơ thuộc hệ tầng Bazhenov lắng đọng trong môi trường khử của đáy biển vào thời gian này. Thành tạo của hệ tầng này đã sản sinh ra hơn 80% trữ lượng dầu của bể. Vào thời kỳ Neocomian, các trầm tích vụn clastics lấn biển và có cấu tạo xiên chéo (clinoform); các vật liệu trầm tích được vận chuyển bởi các dòng sông từ khu vực phía Đông. Cát kết thuộc các tập trầm tích có cấu tạo xiên chéo là đá chứa dầu khí chính trong bể. Các thành tạo lục địa tuổi Aptian-Cenomanian, phía trên các thành tạo Neocomian, chứa một trữ lượng khí lớn ở khu vực phía Bắc của bể.

### Tiền Cambri - Paleozoi
Các số liệu sẵn có cho thấy móng của bể có thể bao gồm các loại đá Paleozoi bị phá hủy, uốn nếp và biến chất phủ trên đá cổ. Các khối đá cổ Tiền Cambri (khối vị lục địa cổ) bị phủ các đá Paleozoi Sớm - Giữa ít bị phá hủy và đá vôi trên diện rộng, và rìa phía Đông của vùng nền Siberia. Hầu hết các cấu trúc móng bị phân cắt bởi các thể xâm nhập granit Hercynian. Đá móng có thể là đối tượng chứa dầu khí trong bể.

### Trias
Vào Trias Sớm, hoạt động tách giãn (rifting) xảy ra, đá móng Paleozoi bị dập vỡ sụt lún và hình thành các địa hào/trũng. Vào lúc này, các địa hào/trũng bị bảo phủ bởi các đá phun trào thuộc Loạt Turin trên diện rộng. Ngoài các đá phun trào, địa tầng Trias còn bao gồm các đá vụn trầm tích và tuff.Vào Trias Giữa, trầm tích biển bắt đầu phổ biến lắng đọng ở phần phía Bắc của bể.
Cuối Trias, khu vực lắng đọng trầm tích mở rộng dần về phía Nam. Hệ tầng Tampey bao gồm các đá vụn trầm tích lục địa tuổi Trias phủ bất chỉnh hợp lên đá móng hoặc các đá phun trào Trias Sớm.

### Jura
Các thành tạo tuổi Jura Sớm-Giữa bao gồm các trầm tích vụn(cát, bột sét...) lục địa chứa than thuộc Hệ tầng Tyumen và địa tầng tương đương. Di chuyển về phía Bắc, các trầm tích lục địa này chuyển đần sang xem kẽ trầm tích lắng đọng trong môi trường biển gần bờ. Trầm tích lắng đọng trong môi trường biển tăng dần về phía Bắc và lên phía trên. Cuối Jura Giữa, Hệ tầng Tyumen hoàn toàn bao phủ hết các khối nhô cao của móng và đá phun trào trước đó. Các cấu trúc nhô cao này là đối tượng thăm dò dầu khí trong bể. Bề dày của Hệ tầng Tyumen và địa tầng tương đương thay đổi từ 150m đến 200m ở khu vực phía Nam, và tăng lên đến 2 - 2,5 km ở khu vực phía Bắc, Gydan Peninsula (Hình...). Tổng bề dày của cả hai Hệ tầng Tampey và Tyumen đạt lớn nhất ở khu vực trung tâm của bể (1–5 km); ở các khu vực nhô cao của đá cổ, tổng bề dày này không vượt quá 500m (Surkov, 1998).
Vào Callovian, quá trình biển tiến xảy ra, lúc này đường bờ di chuyển sâu vào đất liền và mực nước biển dâng cao; tuy nhiên, lượng vật liệu trầm tích cung cấp cho bể ở mức độ hạn chế. Biển tiến đã bao phủ hầu hết điện tích bể ngoại trừ khu vực Đông Nam. Trong thời kỳ Kimmeridgian, các thành tạo biển tiến này đạt đến bề dày 50 - 200m. Ở khu vực Trung tâm và khu vực phía Nam của bể, địa tầng Callovian - Kimmeridgian bao gồm các thành tạo cát sét xen kẹp thuộc Hệ tầng Vasyugan, có bề dày phổ biến 50-150m và lên đến 400m ở khu vực Đông Bắc của bể (Hình...).
Vào Volgian - Berriasian Sớm (Cuối Jura - Đầu Creta), môi trường trầm tích nước sâu yếm khí phát triển rộng rãi ở khu vực trung tâm của bể. Khu vực nước sâu này trải rộng trên một diện tích hơn một triệu km2. Độ sâu mực nước biển tại khu vực này là hơn 300m (Rudkevich, 1986) và có thể lên đến 700m (Rudkevich và nnk, 1988). Các tập sét-silic giàu vật chất hữu cơ, màu đen thuộc Hệ tầng Bazhenov lắng đọng ở khu vực nước sâu này; trong khi đó, các tập sét chứa ít vật chất hữu cơ lắng đọng ở khu vực rìa bể (Hình...). Mặc dù bề dày trầm tích của Hệ tầng Bazhenov chỉ 20-50m, nhưng các thành tạo của Hệ tầng này là tầng đá sinh dầu khí chính trong bể.  Ở khu vực phía Bắc của bể, vùng Yamal và Gydan, các tập sét của Hệ tầng Bazhenov chứa ít vật chất hữu cơ hơn; điều này cho thấy môi trường đáy biển ở đây trở nên tăng tính thủy động lực. Các thành tạo thuộc Hệ tầng Bazhenov vắng mặt địa phương ở các khối nhô cao có thể là do sự bóc mòn vào thời kỳ Đầu Creta (Aleksin và nnk, 1983).

### Creta
Vào thời kỳ Neocomian, khu vực nước sâu lắng đọng các thành tạo thuộc Hệ tầng Bazhenov dần dần bị phủ đầy các trầm tích tam giác châu. Các vật liệu trầm tích tam giác châu có nguồn gốc từ Nền Siberia vận chuyển lấn biển về phía Tây. Các thành tạo này bao gồm cát, sét ở khu vực thềm và sườn thềm; tại chân sườn lắng đọng các trầm tích Turbidite (Hình...). Các thành tạo môi trường nước nông ở khu vực trung tâm của bể bao gồm cát, bột và sét kết thuộc Hệ tầng Megion, Vartov; các thành tạo tương đương ở khu vực phía Bắc thuộc Hệ tầng Akh; các trầm tích sườn, quạt sườn thềm và quạt đáy bể thuộc Hệ tầng Achimov. Vào thời gian này, một diện tích nhỏ ở khu vực phía Tây của bể vẫn thuộc môi trường nước sâu.
Vào Aptian, hệ thống tam giác châu bắt nguồn từ nền Siberia ngừng phát triển. Lúc này trong bể lắng đọng các trầm tích sét tuổi Aptian Sớm thuộc Hệ tầng Frolov.
Vào thời kỳ Aptian, Albian, và Cenomanian, môi trường nước nông và ven biển phát triển ở khu vực phía Tây của bể, và ở khu vực Yamal và Gydan. Các thành tạo bao gồm cát và sét kết thuộc Hệ tầng Tanopcha, sét kết thuộc Hệ tầng Khanty-Mansi, và cát kết thuộc Hệ tầng Uvat. Ở trung tâm và phía Nam của bể, các thành tạo bao gồm cát và sét kết chứa than thuộc Hệ tầng Pokur; các thành tạo này chứa một phần lớn trữ lượng khí của bể. Tổng chiều dày của địa tầng Neocomian - Cenomanian tăng từ 1,4–15 km ở khu vực phía Nam của bể lên hơn 2 km ở khu vực Ob Inlet (phía Bắc).
Vào thời kỳ Turonian-Masastrichtian. Quá trình biển tiến xảy ra rộng rãi trong Turonian, đường bờ dịch chuyển sâu vào đất liền; trong bể lắng đọng các thành tạo sét-silic thuộc Hệ tầng Kuznetsov. Ở phía Đông Bắc của bể, Hệ tầng này chứa các tập cát kết (Tập Gaz-Salin) là tầng chứa khí trong một số mỏ. Các thành tạo của Hệ tầng Kuznetsov bị phủ bởi các trầm tích chủ yếu là sét của Hệ tầng Berezov và Gankin. Các thành tạo Turonian-Masastrichtian có bề dày lên đến 600m ở khu vực phía Bắc của bể, và hình thành nên tầng chắn khu vực cho các tích tụ khí lớn.

### Kanozoi
Các thành tạo trầm tích lắng đọng trong môi trường biển tiếp tục cho đến cuối Eocen giữa. Trung tâm bể ở khu vực phía Bắc (Ob Inlet) dịch chuyển về phía Nam. Các thành tạo vụn lục địa chứa than được tích tụ. Vào Cuối Eocen và Cuối Oligocene, môi trường biển nông phát triển ở khu vực phía Đông Nam của bể (Surkov và Smirnov, 1994). Khu vực phía Bắc trải qua quá trình bị nâng lên và bóc mòn bắt đầu từ Oligocen và kéo dài đến Pliocen, ước tính bề dày trầm tích bị bóc mòn xấp xỉ 700m (Surkov và Smirnov, 1994). Sự nâng lên có thể liên quan đến quá trình nén ép theo phương Đông - Tây và đã hình thành các cấu trúc vòm trong địa tầng Mesozoi, nơi chứa một phần chính trữ lượng khí của bể. Cuối Pliocene - Đệ tứ, các thành tạo của biển băng giá được tích tụ, chúng có bề dày 100-200m ở khu vực Bán đảo Yamal và Gydan và ở khu vực thềm biển Kara.

## Hệ thống Dầu Khí
Ba hệ thống dầu khí đã được xác minh tồn tại trong bể, đó là: Hệ thống dầu khí Bazhenov-Neocomian; Hệ thống dầu khí Togur-Tyumen; Hệ thống dầu khí Phía Bắc. Hệ thống dầu khí Togur-Tyumen và Bazhenov-Neocomian có cùng vị trí, ở khu vực trung tâm và phần phía Nam của bể, nên nhiều mỏ dầu khí trong bể có tầng sản phẩm thuộc cả hai hệ thống dầu khí này. Hệ thống dầu khí Phía Bắc nằm ở khu vực phía Bắc của bể, trải rộng ra ngoài biển Kara.
Trữ lượng dầu khí lớn nhất thuộc Hệ thống dầu khí Bazhenov-Neocomian bao gồm cả các thành tạo Jura Muộn và trẻ hơn thuộc khu vực Trung tâm và khu vực phía Nam của bể. Đá chứa vụn clastics có tuổi Neocomian và Jura muộn. Đá sinh là các tập sét giàu vật chất hữu cơ thuộc Hệ tầng Bazhenov. Hầu hết các mỏ dầu khí phát hiện ở các bẫy cấu trúc, tuy nhiên các mỏ tìm thấy còn thuộc các bẫy địa tầng của thành tạo tuổi Neocomian có cấu tạo xiên chéo; các bẫy địa tầng được kỳ vọng có nhiều tiềm năng dầu khí chưa phát hiện. Hệ thống dầu khí này được chia thành hai đơn vị. Đơn vị thứ nhất bao gồm tất cả các đá chứa truyền thống thuộc địa tầng có tuổi từ Jura Muộn đến Cenomanian. Đơn vị thứ hai bao gồm các đá chứa phi truyền thống (đá chứa nứt nẻ) thuộc Hệ tầng Bazhenov.
Hệ thống dầu khí thứ hai, Togur-Tyumen, cũng thuộc phạm vi khu vực hệ thống dầu khí Bazhenov-Neocomiannêu trên nhưng bao gồm các thành tạo cổ hơn có tuổi Jura Sớm-Giữa và phần trên của các thành Trước Jura. Tầng chắn khu vực Callovian thuộc các Hệ tầng Abalak và Vasyngan Dưới nằm giữa phân tách hai hệ thống dầu khí này. Hệ thống dầu khí Togur-Tyumen sinh dầu là chính. Dầu được khai thác từ đá chứa cát kết thuộc phần trên và phần dưới của Hệ tầng Tyumen tuổi Jura Sớm-Giữa, một phần nhỏ trữ lượng được  khai thác từ đá chứa carbonate và đá vụn clastics tuổi Pre-Jura. Đá sinh chính là các tập sét lắng đọng trong môi trường đầm hồ và môi trường biển thuộc Tập Toarcian Togur. Bẫy bao gồm bẫy cấu trúc, bẫy địa tầng và bẫy hỗn hợp cấu trúc - địa tầng. Hầu hết các tiềm năng chưa phát hiện được đánh giá thuộc về dạng bẫy địa tầng và dạng bẫy hỗn hợp.
Phần phía Bắc, khu vực trên đất liền và ngoài khơi của bể thuộc Hệ thống dầu khí Phía Bắc. Hệ thống dầu khí này sinh khí là chủ yếu, và chứa một trữ lượng đầu khí lớn. Phần lớn trữ lượng chứa trong đá chứa cát kết tuổi Aptian Muộn-Cenomanian (Hệ tầng Pokur và tương đương). Một phần nhỏ trữ lượng dầu và khí thuộc cát kết tuổi Jura và Neocomian.Nguồn sinh cho khí khô trong đá chứa thuộc Hệ tầng Pokur (hơn 80% trữ lượng của hệ thống dầu khí này) chưa được chứng minh; tuy nhiên, dầu và khí trong các tầng chứa Neocomian có nguồn gốc từ đá sinh Jura bao gồm cả Hệ tầng Bazhenov.
Hầu hết các mỏ dầu khí thuộc bẫy cấu trúc; tuy nhiên, các bẫy địa tầng thuộc địa tầng Neocomian có nhiều tiềm năng lớn. Việc đánh giá hệ thống dầu khí trên đất liền và ngoài biển được phân biệt bởi mức độ thăm dò và cơ sở hạ tầng thăm dò-khai thác. Hoạt động thăm dò khai thác trên đất liền sôi động, đặc biệt địa tầng nông Aptian-Cenomanian, trong khi đó hoạt động thăm dò ở ngoài biển lại hạn chế. Tiềm năng khí chưa phát hiện ở cả trên đất liền và ngoài biển còn rất lớn.

### Hệ thống dầu khí Bazhenov-Neocomian
Hàng trăm mỏ dầu khí đã được phát hiện thuộc hệ thống dầu khí này. Hầu hết các mỏ chứa dầu, các mỏ khí chủ yếu nằm ở khu vực phía rìa Tây của bể; có nhiều mỏ dầu có trữ lượng lớn và rất lớn. Tuy nhiên, trữ lượng các mỏ khí chỉ từ nhỏ đến trung bình (khai thác từ tầng chứa clastics và đá vôi tuổi Jura muộn).
Hệ thống dầu khí này có nhiều mỏ dầu có trữ lượng trên 1 Tỷ thùng, trong đó mỏ dầu lớn nhất là Samotlor có trữ lượng trên 27 Tỷ thùng (Gavura, 1996). Trữ lượng chủ yếu được phát hiện trong các bẫy cấu trúc có tầng chứa là cát kết tuổi Neocomiam thuộc các môi trường thềm (dạng xiên chéo/clinoforms). Hầu hết các mỏ bao gồm một số tầng chứa.
Trữ lượng ít hơn ở trong các bẫy cấu trúc và bẫy địa tầng khu vực sườn, chân sườn; mỏ lớn nhất thuộc kiểu này có trữ lượng hơn 3 Tỷ thùng. Nhiều bẫy cấu trúc có tầng chứa là cát kết tuổi Jura Muộn nằm dưới tầng sinh Bazhenov.
Tầng chứa Aptian - Cenomanian thuộc Hệ tầng Pokur chứa dầu nặng. Hầu hết dầu trong đá chứa Neocomian của hệ thống dầu dầu khí này có tỷ trọng trung bình (29o-37o API). Trong các mỏ dầu có nhiều tầng sản phẩm, tỷ trọng dầu tăng dần ở các tầng chứa nông hơn. Tầng chứa Jura Muộn thường chứa dầu có tỷ trọng nhẹ hơn, trong khi đó tầng chứa Aptian-Cenomanian thuộc Hệ tầng Pokur chứa dầu có tỷ trọng nặng (20o-26o API) và một phần bị phân hủy sinh học.
Tầng Sinh
Các tập sét vôi, sét silic giàu vật chất hữu cơ tuổi Volgian (Jura Muộn) thuộc Hệ tầng Bazhenov là tầng sinh chính của hệ thống dầu khí này. Tầng đá mẹ này đã sinh ra hơn 90% trữ lượng dầu khí trong bể Tây Siberia. Bề dày của tầng đá mẹ Bazhenov phổ biến 20-40m, và đôi chỗ tăng lên đến 50-60m. Tầng đá mẹ này phủ trên một diện tích 1 Triệu Km2, và chứa khoảng 18 ngàn Tỷ tấn vật chất hưu cơ (Kontorovich và nnk, 1997). Các tập đá sinh này lắng đọng trong môi trường nước sâu trong giai đoạn biển tiến mạnh mẽ vào Jura Muộn; khu vực sâu nhất ở trung tâm bể và nông dần ra phía rìa bể. Càng ra phía rìa bể tổng hàm lượng vật chất hữu cơ (TOC) trong đá càng giảm dần.
Vật chất hữu cơ trong tầng đá mẹ Bazhenov có nguồn gốc từ sinh vật trôi nổi và vi khuẩn. Tổng hàm lượng vật chất hữu cơ (TOC) đạt hơn 17%; trong một vùng lớn ở khu vực trung tâm bể, TOC có giá trị cao hơn 9%; ra phía rìa bể, TOC giảm xuống 1-3%; giá trị TOC trung bình cho toàn bể là 5,1% (Kontorovich và nnk, 1997). Vật chất hữu cơ thuộc Kerogen loại II, có chỉ số Hydrocarbon (HI) 400–500 mg HC/g TOC ở phần trên của cửa sổ tạo dầu và giảm xuống còn 100–200 mg HC/g TOC ở đáy của sổ tạo dầu. Tầng đá mẹ Bazhenov bước vào ngưỡng (cửa sổ) sinh dầu khí trong giai đoạn Creta Muộn - Paleocen, và độ trưởng thành đạt giá trị cực đại vào Plioxen (Kontorovich và nnk, 1997); tuy nhiên, một số mô hình địa khóa khác cho thấy nhiệt độ đạt giá trị cực đại vào Cuối Eoxen (Lopatin và nnk, 1998). Ở khu vực phía Bắc của hệ thống dầu khí, độ trưởng thành vật chất hữu cơ bắt đầu kết thúc từ trong giai đoạn Oligoxen do ảnh hưởng của hoạt động nâng lên và bóc mòn. Càng ra rìa bể độ trưởng thành của vật chất hữu cơ càng giảm.
Ngoài tầng sinh chính nêu trên, các tập sét lắng đọng trong môi trường nước sâu và môi trường Tiền Châu thổ có tuổi Valanginian - Hauterivian cũng có thể là nguồn sinh dầu khí. Các tập sét này phân bố ở khu vực phía Tây của Hệ thống dầu khí Bazhenov-Neocomian. Một số ít ỏi tài liệu địa hóa cho thấy các đá sét này có Tổng hàm lượng vật chất hữu cơ (TOC) đạt 4,5-9%, Keorogen loại II (Peters và nnk, 1994). Tuy nhiên, tầng đá sinh tiềm năng này chưa đạt ngưỡng trưởng thành sinh dầu khí và đến thời điểm hiện tại chưa có mẫu dầu khí nào được đánh giá là liên quan đến các tập sét này.
Hình: Phân bố Tổng hàm lượng vật chất hữu cơ TOC (hình trái), và phân bố mức độ trưởng thành của vật chất hữu cơ (hình phải) trong Hệ thống dầu khí Bazhenov-Neocomian.
Tầng Chứa
Đá chứa chính của hệ thống dầu khí này là các đá vụn clastics tuổi Neocomian thuộc các Hệ tầng Megion, Vartov, và Achimov. Tầng chứa vụn clastics này cung cấp hơn 90% sản lượng dầu khí đã khai thác (Pinous và nnk, 1999). Ngoài ra các tập cát kết tuổi Callovian-Kimmeridgian thuộc Hệ tầng Vasyugan, đá vôi tuổi Jura Muộn kề áp đá móng cũng là tầng chứa sản phẩm cho nhiều mỏ dầu khí.
Các đá chứa vụn clastics tuổi Neocomian được chia thành hai nhóm: 1) Nhóm thứ nhất bao gồm các đá cát kết hạt mịn đến trung bình, và bột kết hạt thô thuộc Hệ tầng Megion và Vartov. Các tập đá chứa này lắng đọng trong môi trường ven biển, nước nông, cửa sông và khu vực tam giác châu (dạng sóng chiếm ưu thế). Chiều dày tầng chứa sản phẩm thay đổi, nhưng phổ biến là 30-50m; chiều dày vỉa chứa hiệu dụng từ vài đến 20m. Độ rỗng phổ biến là 20-26%. Độ thấm cao hơn 100mD và đôi nơi cao hơn 1D. 2)        Nhóm thứ hai bao gồm các đá cát kết thuộc Hệ tầng Achimov. Các tập đá chứa này lắng đọng trong môi trường sườn thềm, chân sườn (slop and floor fans). Độ rỗng 18-20%, nhưng độ thấm thấp chỉ từ vài mD đến vìa chục mD. Các vỉa cát kết có bề dài đến vài mét, xen kẹp các tập sét; chúng thường không liên tục theo chiều ngang và có dạng thấu kính.
Bên cạnh tầng chứa chính Neocomian, các tập cát kết tuổi Callovian-Kimmeridgian thuộc Hệ tầng Vasyugan cũng đóng vai trò là tầng sản phẩm cho nhiều mỏ dầu khí trong bể. Các tập cát kết chứa dầu khí thuộc phần trên của Hệ tầng Vasyugan, còn phần dưới là tập sét phân tách giữa hai hệ thống dầu khí: Hệ thống dầu khí Bazhenov-Neocomian ở trên, Hệ thống dầu khí Togur-Tyumen ở dưới. Tầng chứa cát kết thuộc Hệ tầng Vasyugan có bề dày vài chục mét, độ rỗng 15-20%, độ thấm từ vài đến vài chục mD. Trong nhiều mỏ dầu khí các đá chứa cát kết này phủ trực tiếp lên đá móng.
Ngoài các đá chứa truyền thống nêu trên, trong bể tồn tại một loại đá chứa không truyền thống đó là các tập sét kết nứt nẻ chứa dầu thuộc Hệ tầng Bazhenov. Tầng chứa này cho sản phẩm thương mại ở mỏ Salym và các mỏ kế cận. Các phương pháp nghiên cứu, phân tích mẫu truyền thống không thể phản ánh được đặc trưng điều kiển vỉa của đá chứa sét kết nứt nẻ do các nứt nẻ hình thành trong quá trình khoan. Tuy nhiên, các phương pháp đánh giá gián tiếp cho thấy tầng chứa này có độ rỗng thay đỗi từ 5 - 10%. Đến thời điểm hiện tại, sản lượng dầu khí khai thác trong tầng chứa này không lớn.
Tầng chắn
Tầng chắn là các tập sét biển tiến thuộc các Hệ tầng có tuổi Neocomian xen kẹp giữa các tầng chứa trầm tích vụn clastics lấn biển và có cấu tạo xiên chéo (clinoform).
Các Bẫy Dầu Khí
Hầu hết các mỏ dầu khí ở trong bể có cấu trúc thuộc bẫy cấu tạo, trừ mỏ Priob có tầng sản phẩm thuộc bẫy địa tầng và các mỏ thuộc bẫy địa tầng trong Hệ tầng Achimov.
Các bẫy cấu trúc dạng vòm kế thừa móng có biên độ từ vài chục mét đến 150m, diện tích khép kín lớn hơn ở các địa tầng bên dưới và bé hơn ở các địa tầng nông hơn. Các hệ thống đứt gãy ít phổ biến.
Các bẫy địa tầng thường là các thân cát dạng quạt, thấu kính, nằm ở chân sườn, bao bọc bởi các tập sét ở xung quanh và phía trên. Trong bể, các bẫy địa tầng kiểu này thường nằm bên dưới các tầng chứa chính của bẫy cấu trúc. Hoạt động tìm kiếm thăm dò các bẫy địa tầng diễn ra khá muộn so với các hoạt động thăm dò bẫy cấu tạo, diễn ra từ khi mà tất các các bẫy cấu tạo lớn đã được khoan thăm dò. Mỏ Priob là có trữ lượng lớn nhất trong số các mỏ thuộc bẫy địa tầng. Mỏ này được phát hiện vào năm 1982, có tầng chứa chính là các thành tạo quạt trầm tích Turbiditi thuộc Hệ tầng Achimov (Tuổi Neocomian); tầng chứa này được phủ bởi một tập sét biển tiến có khả năng chắn. Điện tích lớn nhất của hệ thống quạt trầm tích đo được là 25x45 km (Gavura, 1996). Các bẫy địa tầng này chưa phát hiện ra tầng nước đáy.
Hoạt động thăm dò các bẫy địa tầng còn ở mức độ hạn chế nên các bẫy địa tầng sẽ là đối tượng thăm dò tìm kiếm chính trong tương lai.

### Hệ thống dầu khí Togur-Tyumen
Trữ lượng dầu khí thuộc Hệ thống dầu khí Togur-Tyumen chiếm một phần không lớn trong toàn bể so với trữ lượng dầu khí thuộc Hệ thống dầu khí Bazhenov-Neocomian. Mỏ dầu khí lớn đầu tiên thuộc Hệ thống dầu khí Bazhenov-Neocomian được phát hiện vào đầu thập niên 1970 có tầng chứa Jura Sớm-Giữa thuộc Hệ tầng Tyumen.
Hầu hết các tầng chứa dầu khí của hệ thống dầu khí này thuộc phần trên của Hệ tầng Tyumen, nằm bên dưới tầng chắn khu vực - tập sét biển tiến Callovian. Một số tầng chứa thuộc tập đáy (phần dưới) của Hệ tầng Tyumen; và là phần phong hóa, nứt nẻ của móng cổ (Đá Trước Jura).
Mỏ dầu khí lớn nhất thuộc Hệ thống dầu khí Togur-Tyumen là mỏ Talin có trữ lượng 2 Tỷ thùng được phát hiện vào năm 1976. Không giống các phát hiện trước đây, mỏ Talin có tầng chứa là cát kết thuộc tập đáy của Hệ tầng Tyumen; tầng chứa của mỏ là cát kết lấp đầy các lòng sông cổ hình thành một bẫy địa tầng lớn. Hệ thống sông cổ có hướng đổ về phía Bắc.
Vào thập niên 1980 và 1990, hoạt động thăm dò dầu khí trong hệ thống dầu khí này chủ yếu tập trung vào khu vực rìa bể, đặc biệt khu vực phía Đông Nam.
Trong hệ thống dầu khí này, phần lớn sản lượng dầu khí đã khai thác là từ các tầng chứa thuộc phần trên của Hệ tầng Tyumen và đỉnh của các khối đá móng (carbonate) nứt nẻ tuổi Paleozoi. Dầu khí của hệ thống dầu khí này có tỷ trọng thấp đến trung bình.
Vì hai Hệ thống dầu khí Togur-Tyumen và Bazhenov-Neocomian có cùng vị trí, nên nhiều mỏ dầu khí trong bể có tầng sản phẩm thuộc cả hai Hệ thống dầu khí này.
Tầng Sinh
Nhiều năm trước đây, các nhà địa chất Nga cho rằng đầu khí thuộc Hệ thống dầu khí Togur-Tyumen có nguồn gốc từ đá mẹ sét than và than nguồn gốc lục địa thuộc Hệ tầng Tyumen. Vào những năm 2003, các nhà địa chất đã sử dụng các thiết bị phân tích nghiên cứu địa hóa mới, hiện đại và điều này đã giúp làm sáng tỏ rằng hầu hết đầu khí thuộc hệ thống dầu khí này có nguồn gốc từ các tập sét giàu vật chất hữu cơ thuộc tập Toarcian Togur (Tuổi Toarcian) ở phần dưới của Hệ tầng Tyumen.
Tầng đá mẹ Togur tuổi Toarcian là tầng sinh chính, bao gồm các tập sét có màu nâu đến đen, bề dày từ 25m đến 50m. Tầng sét này phủ kề áp (onlap) lên sườn các khối nhô và móng Paleozoi. Càng ra phía rìa bể tập sét này càng tăng thành phần cát và bột kết. Tầng đá mẹ này lắng đọng vào thời kỳ biển tiến mạnh mẽ trên toàn thế giới, và lúc này mực nước biển trong bể Tây Siberia tăng lên 300-400m (Surkov và nnk, 1999).
Đá mẹ thuộc tập Togur đã được lấy mẫu lõi và phân tích, tuy nhiên số lượng phân tích là khá nhỏ so với các nghiên cứu trong tầng đá mẹ thuộc Hệ tầng Bazhenov. Tầng đá mẹ Togur có Tổng hàm lượng vật chất hữu cơ (TOC) trung bình từ 1% đến hơn 5% ngoại trừ khu vực rìa bể. Tuy nhiên, trong một số tập sét riêng biệt, giá trị TOC lên đến 17% (Lopatin và nnk, 1997). Các nghiên cứu địa hóa đá mẹ chỉ ra rằng các vật chất hữu cơ có nguồn gốc cả biển và lục địa.
Tại khu vực Middle Ob, các nghiên cứu Rock-Eval cho thấy giá trị S2 (tiềm năng sinh còn lại) là 4–16 mg HC/g đá, và giá trị HI (chỉ số Hydrocarbon) là 100–165 mg HC/g TOC  (Lopatin và nnk, 1997). Các nghiên cứu địa hóa chỉ ra rằng đầu khí trong tập đá mẹ Togur và dầu khí trong nóc đá móng Paleozoi có đặc điểm địa hóa giống nhau.
Tại khu vực Nyurol, giá trị HI của tập sét Togur đo được là 200–600 mg HC/g TOC, và giá trị trung bình là 500 mg HC/g TOC. Hàm lượng bitum chiết xuất từ đá mẹ là 0,2-0,7 % trọng lượng đá. Hàm lượng bitum chiết xuất từ vật chất hữu cơ là xấp xỉ 198 mg/g TOC.
Về mức độ trưởng thành của đá mẹ, hầu hết các khu vực của tầng đá mẹ Togur đã trải qua giai đoạn trưởng thành và nằm trong cửa sổ tạo dầu khí ngoại trừ khu vực rìa của bể và khu vực sườn của các khối nhô. Tại khu vực khai thác chính, đá sinh đạt độ trưởng thành vào Cuối Creta Sớm và Creta Muộn.
Ngoài tầng sinh chính Togur, trong hệ thống dầu khí này còn có tầng sinh tiềm năng là Radom Bed (nằm trên và cách tập Togur vài chục mét) tuổi Toarcian Trên-Aalenian Dưới. Tập sét Radom Bed cũng hình thành trong điều kiện gần như tương tự tập sét Togur, tuy nhiên tập Radom chứa nhiều vật chất hữu cơ thực vật bậc cao hơn. Các nghiên cứu địa hóa cho thấy tập sét Radom có giá trị TOC lên đến 17%; HI thay đổi từ 120 đến 190 mg HC/g TOC; Kerogen có thể là hỗn hợp loại II và III, trong đó loại III chiếm ưu thế. Độ trưởng thành vật chất hữu cơ của các tập Radom và Togur là gần tương tự nhau. Thêm nữa, các phát hiện dầu khí trong đá móng tuổi Paleozoi cũng nảy sinh câu hỏi liệu đá mẹ Paleozoi có tồn tại hay không; điều này chưa được trả lời vì thiếu các số liệu và thông tin nghiên cứu.
Hình: Phân bố Tổng hàm lượng vật chất hữu cơ TOC (hình trái), và phân bố mức độ trưởng thành của vật chất hữu cơ (hình phải) trong Hệ thống dầu khí Togur-Tyumen.
Tầng Chứa
Chất lượng đá chứa là yếu tố hạn chế của tầng chứa trong Hệ thống dầu khí Togur-Tyumen. Nhìn chung, các đá chứa cát kết lục địa có đặc trưng là độ liên tục theo bề ngang kém, độ rỗng và độ thấm thay đổi lớn theo cả chiều thẳng đứng và chiều ngang. Trong tầng chứa móng Paleozoi, độ rỗng thay đổi đột ngột.
Tầng chứa tốt nhất của hệ thống dầu khí này là các tập cát kết lấp đầy các lòng sông cổ thuộc Hệ tầng Tyumen (Tuổi Jura Sớm - Giữa) như bắt gặp ở mỏ Talin. Các tập cát kết hạt trung, hạt thô, độ lựa chọn kém, xen các thấu kính cuội kết. Độ rỗng tổng của đá chứa thay đổi trong khoảng 14-18%, một số mẫu đá có độ rỗng lên đến 23%. Độ thấm của đá chứa thay đổi từ vài mD đến 2-3D, và phụ thuộc nhiều vào sự có mặt của lỗ rỗng Vugs (lỗ rỗng không liên thông) và nứt nẻ. Càng về phía rìa của các lòng sông cổ, các tập cát càng mỏng, hàm lượng sét càng tăng, và chất lượng tầng chứa càng giảm đi.
Các tập cát kết thuộc phần giữa và phần trên của Hệ tầng Tyumen có đặc trưng không liên tục, đồng nhất kém, độ rỗng 10 - 16%, độ thấm từ vài đến vài chục mD. Một số nơi hạn chế có độ rỗng và độ thấm cao hơn.
Ngoài các đá chứa cát kết, đá móng nứt nẻ tuổi Paleozoi cũng là tầng cho sản phẩm dầu khí. Chất lượng của đá chứa móng phụ thuộc và nhiều yếu tố. Tầng chứa móng tốt nhất đã bắt gặp là đá vôi (dạng khối xây ?) tuổi Devon, bắt gặp tại một số mỏ ở khu vực Nyurol ở phía Đông Nam của bể. Đỗ rỗng của đá vôi chứa dầu khí lên đến 12-13%, và độ thấm xấp xỉ 60mD.
Tầng chắn
Tầng chắn  khu vực là các tập sét biển tiến tuổi Callovian thuộc các Hệ tầng Abalak và Vasyngan.
Các Bẫy Dầu Khí
Trong hệ thống dầu khí Togur-Tyumen, các dạng bẫy chính là bẫy địa tầng và bẫy hỗn hợp cấu trúc - địa tầng.
Ở phần dưới của Hệ tầng Tyumen tồn tại các bẫy địa tầng, bẫy là các lòng sông cổ được lấp đầy các vật liệu trầm tích đổ từ các khôi nhô Paleozoi và từ phía ngoài bể, và các vát nhọn trầm tích (Pinches out) kề áp vào sườn các khôi nhô móng Paleozoi.
Một phần trong số các bẫy đầu khí phát hiện trong địa tầng thuộc phần trên của Hệ tầng Tyumen là các bẫy địa tầng. Các bẫy này có tầng chứa là các thân cát lắng đọng trong môi trường ven biển, biển nông. Phần còn lại là các bẫy cấu trúc nằm bên trên các khối nhô.
Bên cạnh các bẫy nêu trên, các cấu trúc nhô cao móng Paleozoi cũng là nơi tích tụ dầu khí; tuy nhiên, các bẫy này có trữ lượng không đáng kể.

### Hệ thống dầu khí Phía Bắc
Vào thập niên 1960 và những năm đầu thập niên 1970, hàng chục mỏ dầu khí lớn đã được phát hiện có tầng chứa là các thành tạo tuổi Aptian-Cenomanian thuộc Hệ tầng Pokur và địa tầng tương đương ở các khu vực Nadym-Pur, Pur-Taz và Yamal. Trong số các mỏ đầu khí này, Urengoy là mỏ khí thuộc lớn nhất trong hệ thống dầu khí này, mỏ có trữ lượng 350 Tcf. Các giếng khoan sâu còn phát hiện dầu khí và khai thác trong các địa tầng Neocomian và Jura. Ngoài ra, đầu khí cũng bắt gặp trong đá móng Paleozoi.
Nhưng năm tiếp theo, kích thước cũng như trữ lượng của các mỏ dầu khí phát hiện mới trên đất liền bắt đầu giảm mạnh. Trên đất liền, hầu hết các cấu tạo lớn đã được khoan thăm dò.
Do điều kiện thăm dò khó khăn, hoạt động khoan thăm dò ở khu vực ngoài khơi chỉ bắt đầu từ những năm cuối thập niên 1980. Những giếng khoan đầu tiên ở vùng Biển Kara được khoan vào các năm 1989 và 1990. Rusanov và Leningrad là hai mỏ khí lớn đã được phát hiện ở ngoài biển, có tổng trữ lượng tại chỗ là xấp xỉ 300 Tcf.
Taz là mỏ khí đầu tiên được phát hiện ở khu vực phía Bắc của bể, khu vực thuộc Hệ thống dầu khí phía Bắc. Mỏ này được phát hiện vào năm 1962, có trữ lượng hơn 3 Tcf, có tầng chứa là cát kết tuổi Cenomanian. Mỏ dầu đầu tiên phát hiện vào năm 1968 là mỏ Russkoye. Trong một số mỏ, tồn tại dầu nặng bị sinh vật phân hủy.
Hoạt động khai thác khí ở hệ thống dầu khí này bắt đầu từ năm 1972 tại mỏ Medvezhye, và từ năm 1978 tại mỏ Urengoy.
Hệ thống dầu khí này có tiềm năng khí là chính, 80% trữ lượng khí thuộc về tầng chứa Aptian - Cenomanian của Hệ tầng Pokur và địa tầng tương đương. Hầu hết bẫy dầu khí thuộc dạng bẫy cấu trúc, có tầng chắn là tập sét dày tuổi Turonian thuộc Hệ tầng Kuznetsov.
Hệ thống dầu khí phía Bắc bao trải rộng từ khu vực trên đất liền ra ngoài khơi vùng biển Kara. Trên đất liền, hoạt động thăm dò dầu khí xảy ra nhộn nhịp; tuy nhiên, ở khu vực ngoài khơi, do điều kiện thăm dò khó khăn hơn nên hoạt động thăm dò còn ở mức hạn chế.
Tầng Sinh
Đá sinh của Hệ thống dầu khí phía Bắc chưa được nghiên cứu kỹ như đá sinh của hai hệ thống dầu khí nêu trên. Các kết quả nghiên cứu địa hóa cho thấy:
Các thành tạo tuổi Trias thuộc Hệ tầng Tampey (bắt gặp ở một số giếng khoan) có hàm lượng TOC từ 3% đến 5%. Tuy nhiên, các đá này nằm ở độ sâu lớn, tiềm năng sinh bị cạn kiệt; cụ thể giá trị S2 và HI đo được rất thấp trong các mẫu lấy từ độ sâu 6-6,4 km.
Các thành tạo Jura Sớm-Giữa thuộc Hệ tầng Tyumen, có bề dày từ 1 km đến 2 km ở khu vực hệ thống dầu khí này, chứa nhiều vật chất than và các lớp than. Hàm lượng TOC được đánh giá có giá trị 0,86-1,24% theo Nesterov và Ushatinsky (2000); và có giá trị 2,5-2,8% theo Rylkov (1995). Các thành tạo này nằm trong cửa sổ tạo dầu đến phần dưới của cửa sổ tạo khí. Ở khu vực sâu nhất tiềm năng sinh của đá mẹ đã bị cạn kiệt (Lopatin và nnk, 1997). Trong một số giếng khoan, các thành tạo thuộc tập Toarcian Togur có hàm lượng TOC là 3-5%; các đá sinh tiềm năng thuộc tập Togur bắt đầu sinh dầu khí vào Creta Sớm và tiếp tục đến giữa Creta Muộn khi đá sinh bước vào cửa sổ tạo khí.
Các thành tạo tuổi Jura Muộn thuộc Hệ tầng Vasyugan bắt gặp tại giếng khoan sâu Tyumen SG-6 có hàm lượng TOC là 0,4-11%; các vật chất hữu cơ có nguồn gốc lục nguyên (Kerogen loại III, sinh khí). Các thành tạo thuộc Hệ tầng Bazhenov có hàm lượng TOC là 3-7% và Keorogen loại II (sinh cả dầu lẫn khí). Tại khu vực sâu nhất của hệ thống dầu khí, đá mẹ thuộc Hệ tầng Bazhenov bắt sinh dầu khí vào Albian và kết thúc pha sinh dầu khí vào Eoxen. Hoạt động nâng lên và bóc mòn các trầm tích ở khu vực phía Bắc của bể bắt đầu xảy ra trong Oligoxen Giữa và kéo dài đến tận Plioxen Giữa.
Các thành tạo Creta Sớm - Cenomanian chủ yếu chứa các vật chất hữu cơ than, và chứa các lớn than có bề dày 1-5m. Hàm lượng TOC trung bình trong các tập sét là 1,3%. Vật chất hữu cơ thuộc các thành tạo này có một phần chưa trưởng thành, và có phần còn lại thuộc vào giai đoạn dầu của sổ sinh dầu.
Mặc dù đá mẹ phong phú trong nhiều địa tầng, nhưng nguồn gốc dầu khí trong các tầng chứa Aptian-Cenomanian thuộc Hệ tầng Pokur vẫn chưa rõ ràng. Có sự khác nhau lớn của đặc điểm địa hóa ở các mẫu khí giữa các tầng chứa thuộc Hệ tầng Pokur, tầng chứa Neocomian, và tầng chứa tuổi cổ hơn.
Dựa trên nghiên cứu, phân tích đồng vị phóng xạ, một số nhà nghiên cứu trước đây (Rice và Claypool, 1981; Grace và Hart, 1986) tin rằng các tích tụ khí trong Hệ tầng Pokur có ngồn gốc sinh hóa (Biogenic Origin), và có thể bị trộn lẫn với các khí dịch chuyển từ dưới sâu lên (Themorgenic Origin). Song, có một số công trình nghiên cứu sau này vẫn chưa ủng hộ các kết luận trước đây. Tuy nhiên, bên cạnh các nghiên cứu đó, Littke và Cramer (cùng nnk, 1999) cho rằng hàm lượng khí nhiệt hóa (Thermogenic Origin) chiếm khoảng 10% trong tổng thể tích khí và phần lớn còn lại là khí sinh hóa (Biogenic origin). Các nghiên cứu cũng chỉ ra rằng khí trong tầng chứa Cenomanian có nguồn gốc từ các vật chất than và các tập than thuộc Hệ tầng Pokur và địa tầng tương đương, các vật chất than này có độ phản xạ Vitrinit 0,4-0,6%.
Ngoài ra, các kết quả nghiên cứu địa hóa cũng cho thấy: sự khác nhau ở đặc trưng địa hóa của khí nguồn gốc nhiệt hóa trong tầng chứa thuộc Hệ tầng Pokur và khí (nguồn gốc nhiệt hóa) trong địa tầng Jura; và cũng chỉ ra rằng đầu chứa trong tầng chứa Cenomanian có nguồn gốc, và được sinh ra từ đá mẹ Jura; không tồn tại đá mẹ sinh dầu nằm phía bên trên Hệ tầng Bazhenov.
Tầng Chứa
Trong Hệ thống dầu khí phía Bắc, các tầng chứa đã phát hiện thuộc các địa tầng từ Jura Sớm-Muộn của Hệ tầng Tyumen đến địa tầng Aptian-Cenomanian của Hệ tầng Pokur.
Tầng chứa chính là các thành tạo thuộc Hệ tầng Pokur, ở phần trên có độ rỗng và độ thấm cao, độ rỗng 25-35%, độ thấm từ hàng trăm mD đến vài D và có giá trị trung bình là 500mD; ở phần dưới độ rỗng giảm xuống còn 16-20%, và độ thấm giảm xuống đến 40-80mD. Nóc của Hệ tầng Tyumen phân bố trong khoảng độ sâu từ 700m đến 1200m, hệ tầng bao gồm chủ yếu là cát kết. Các tập cát lắng đọng trong môi trường thềm biển, nước nông.
Các thành tạo thuộc Hệ tầng Achimov bao gồm các trầm tích turbidite, các thành tạo cát kết ở sườn, chân sườn (quạt trầm tích) cũng là đối tượng chứa như bắt gặp trong mỏ Urengoy và Taz. Hệ tầng Achimov phân bố ở độ sâu 3,5 km đến hơn 4 km. Tầng chứa cát kết có độ rỗng 15-19%, có mẫu độ rỗng lên đến 21%; độ thấm chủ yếu từ 0,2 đến 10mD, tuy nhiên có nơi lên đến 70mD. Tuy nhiên, kết quả đo địa vật lý giếng khoan thường cho thấy các giá trị độ rỗng và độ thấm cao hơn các giá trị nêu trên.
Ở phía Nam của Hệ thống dầu khí này tồn tại các tầng chứa thuộc Hệ tầng Vasyugan. Tầng chứa cát kết có độ rỗng thấp hơn 15% và độ thấm chỉ vài mD.
Ngoài các tầng chứa nêu trên, các thành tạo cát kết thuộc phần trên của Hệ tầng Tyumen cũng là tầng sản phẩm, tuy nhiên giá trị độ rỗng và độ thấm của tầng chứa là thấp.
Tầng chắn
Các thành tạo Turonian-Masastrichtian có bề dày lên đến 600m ở khu vực phía Bắc của bể, và hình thành nên tầng chắn khu vực cho các tích tụ khí lớn.
Bẫy Chứa Dầu Khí
Hầu hết các mỏ dầu khí đều thuộc dạng bẫy cấu trúc. Các bẫy cấu trúc là nếp lồi (khép kín bốn chiều và khép kín vào đứt gãy). Một số bẫy cấu trúc được cho là hình thành vào Neocomian và tiếp tục hoàn thiện sau Neocomian, còn một số bẫy khác hình thành sau Cenomanian. Nhiều bẫy cấu trúc hình thành vào giai đoạn Neogen khi mà khu vực phía Bắc bị nâng lên và bóc mòn. Nhiều bẫy hình thành sau Cenomanian được lấp đầy dầu khí đến tận điểm tràn (spill point), điều này chứng tỏ pha nạp dầu khí xảy ra muộn.
Hoạt động thăm dò đầu khí trong các bẫy địa tầng và bẫy hỗn hợp cấu trúc - địa tầng chủ yếu tập trung trong Hệ tầng Achimov. Các bẫy chứa dầu khí đã phát hiện là bẫy dạng các thấu kính cát ở sườn thềm, các quạt cát ở sườn và chân sườn.

## Tiềm năng dầu khí
v      Đã phát hiện:
Trữ lượng dầu khí tại chỗ (HIIP) đã phát hiện là: 144 Tỷ thùng dầu và hơn 1300 Tcf khí.
v     Tiềm năng chưa phát hiện (USGS, 2012):
- Khí:khoảng 670 Tcf khí.
- Dầu: khoảng 8000 Triệu thùng.
Theo Hiệp hội địa chất dầu khí Mỹ, bể Tây Siberia được xếp hạng thuộc bể giàu tiềm năng chưa phát hiện nhất, đặc biệt khu vực ngoài khơi Biển Kara.Trữ lượng khí tiềm năng chưa phát hiện ở khu vực biển Kara ước tính vào khoảng 607 Tcf khí (USGS, 2012).